# Philippe Lefebvre (organiste)
Pour les articles homonymes, voir Philippe Lefebvre et Lefebvre.
Philippe Lefebvre, né à Roubaix le 2 janvier 1949, est un organiste français et improvisateur français, concertiste, et titulaire du grand orgue de Notre-Dame de Paris, de 1985 à 2024, année durant laquelle il est nommé organiste émérite par le recteur-archiprêtre de la Cathédrale.

## Biographie
Il découvre l'orgue à l'âge de 15 ans à la tribune de Notre-Dame de Paris où il rencontre le célèbre organiste Pierre Cochereau.
Il prend quelques cours auprès de lui et suivant son conseil, il part étudier au conservatoire de Lille avec Jeanne Joulain, puis au Conservatoire national supérieur de musique de Paris où il obtient les premiers prix d’orgue, d’improvisation, de fugue et de contrepoint.
Il obtient ensuite le Prix de la Fondation de la vocation et en 1971 le Premier prix d’improvisation du concours international de Lyon, alors qu'il avait Rolande Falcinelli comme maître.
En 1973 il remporte le grand prix d’improvisation du concours international de Chartres.

## Carrière

### Organiste liturgique
Il commence par être organiste à Marcq-en-Barœul puis est nommé à la cathédrale Notre-Dame-et-Saint-Vaast d'Arras en novembre 1968.
À la suite du décès de Victor Ruello, titulaire à Chartres de 1943 à juin 1976, il est nommé organiste du grand-orgue de la cathédrale.
En 1985, il est nommé organiste titulaire de la cathédrale Notre-Dame de Paris, conjointement avec Yves Devernay, Olivier Latry et Jean-Pierre Leguay, à la suite de Pierre Cochereau. Le 24 avril 2024, il est nommé organiste émérite de la cathédrale.
Il est également organiste de la Collégiale de Montréal.

### Concertiste
Il est l'invité des grands festivals, comme soliste ou avec orchestre.
Il donne régulièrement des concerts et des master-classes en Europe, aux États-Unis, au Japon, en Russie et dans les pays de l’Est.

### Pédagogue
Il a été directeur du Conservatoire de Lille de 1979 à 2003.
De 2002 à 2014 il a été professeur d'improvisation au Conservatoire de Paris. Il est également professeur d'improvisation au sein du CESMD de Toulouse.

### Activités autour de l'orgue
Philippe Lefebvre est également Président du Conseil d'administration de l'association Orgue en France, Président de l'Association des Grandes Orgues de Chartres, Président de l'association "Les amis de l'orgue et de la collégiale" à Montréal.
Il a été par ailleurs directeur de la maîtrise et directeur général des services de la Cathédrale Notre-Dame de Paris.

## Sources
- « Lefebvre, Philippe », in : Alain Pâris (dir.), Le Nouveau Dictionnaire des interprètes, Paris, Laffont, coll. « Bouquins », 2015 (1re éd. 2004), 1366 p. (ISBN 978-2-221-14576-0, OCLC 908685632).